# Rastatt
Rastatt é uma cidade da Alemanha, no distrito de Rastatt, na região administrativa de Karlsruhe, estado de Baden-Württemberg.

## Cidade Irmã
Conforme Lei Municipal 14/1988, o município de Guarapuava declarou a cidade de Rastatt como sua cidade irmã.